# Phrygionis argentata
Phrygionis argentata là một loài bướm đêm trong họ Geometridae.